# Go no kata
Il gō-no-kata (剛の形? forme della forza) è stato il primo kata del judo, ma è caduto in disuso dopo la morte del Prof. Jigorō Kanō il quale ne abbandonò lo sviluppo in favore del jū-no-kata. Dunque per il Kōdōkan Judo Institute, oggi, il gō-no-kata non è uno dei kata ufficiali, tuttavia il più famoso maestro esperto di tale kata è Toshiyasu Ōchiai, 7° dan Kōdōkan.

## Descrizione
Il gō-no-kata consiste di dieci tecniche, il cui insieme vuole complementare i principi espressi dal jū-no-kata.
1. Seoi Nage
2. Ushiro Goshi
3. Sukui Nage
4. (Hidari) Seoi Nage
5. Uki Goshi
6. Hadaka Jime (Koshi Kudaki)
7. (Tobi Goshi) Uki Goshi
8. Ō Soto Otoshi
9. Ushiro Goshi
10. Kata Guruma

## Video
- Dimostrazione del gō-no-kata presso il Kodokan Judo Institute (tori: Toshiyasu Ōchiai)